# Hindustan Times

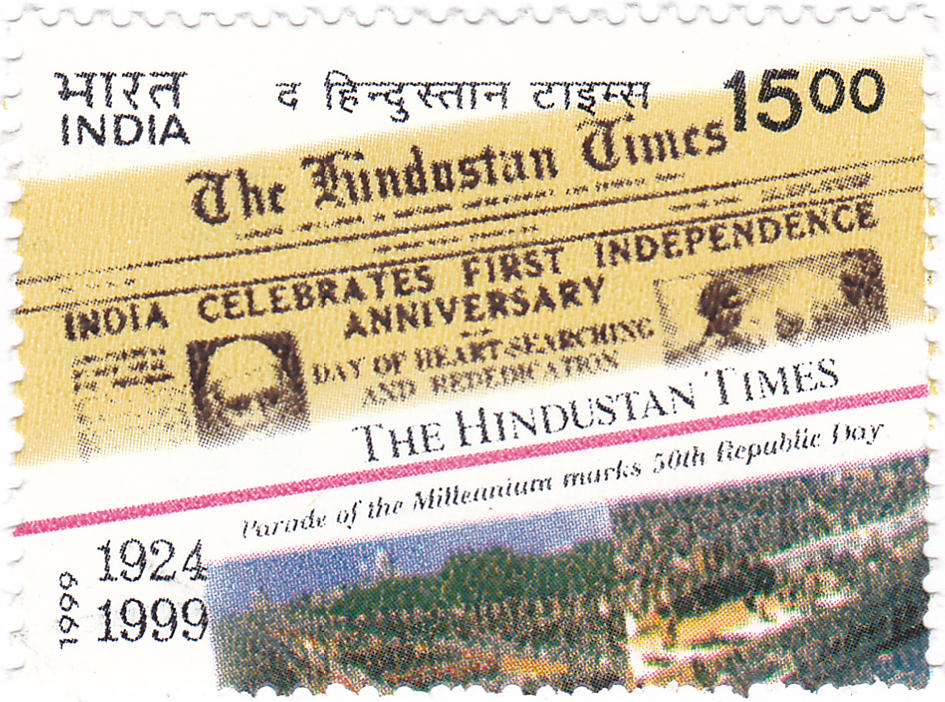

The Hindustan Times (HT) est un quotidien anglophone indien fondé en 1924. Hindustan Times est la principale publication de la HT Media Ltd et est en 2008 le troisième quotidien le plus publié en Inde (d'après l'Audit Bureau of Circulations)[réf. souhaitée]. D'après l'Indian Readership Survey, il s'agit également du deuxième journal anglophone le plus lu en Inde (avec 3 767 000 lecteurs environ), après The Times of India.